# Conus pineaui
Conus pineaui is een in zee levende slakkensoort uit het geslacht Conus. De slak behoort tot de familie Conidae. Conus pineaui werd in 1995 beschreven door Pin & Leung Tack. Net zoals alle soorten binnen het geslacht Conus zijn deze slakken roofzuchtig en giftig. Zij bezitten een harpoenachtige structuur waarmee ze hun prooi kunnen steken en verlammen.